# F-Zero GX
F-Zero GX (яп. エフゼロ ジーエックス Эфу дзэро Дзи: Эккусу) — видеоигра для консоли Nintendo GameCube в жанре автосимулятор. Разработана подразделением компании Sega Amusement Vision и была издана Nintendo в 2003 году. Через год игра была портирована на аркадные автоматы под названием F-Zero AX. F-Zero GX использует улучшенный движок другой игры — Super Monkey Ball.
F-Zero GX/AX стала первым проектом сотрудничества между Nintendo и Sega. F-Zero GX является пятой в серии игр F-Zero и преемницей F-Zero X. Игра продолжает традицию пропорционального увеличения сложности по мере выпуска частей, имеет высокоскоростной темп прохождения, сохраняя основной геймплей и систему управления от версий для Nintendo 64. Особый упор сделан на запоминании треков и инстинктах, которые помогают в завершении гонок.
В GX представлен сюжетный режим, где игрок выступает в роли Капитана Фэлкона на протяжении 9 глав, выполняя различные миссии. В целом, игра получила положительную критику за свой визуальный стиль, интенсивность действий, острого чувства скорости и дизайн гоночных арен. Негативные отзывы касались резкого увеличения сложности игры, которое может оттолкнуть игроков. Тем не менее GX получила широкое признание как одна из лучших гонок своего времени и самая лучшая игра на платформе GameCube.

## Игровой процесс
F-Zero GX является футуристической гоночной игрой, где тридцать участников выявляют победителя на огромных треках с помощью автомобилях на воздушной подушке и плазмой в межгалактическом гран-при. Трассы включают петли, хафпайпы, цилиндры и прыжки. У некоторых есть такие препятствия, как участки грязи, шахты, хитрые прыжки и магнитные трубы. Перед гонкой, игрок может настроить баланс транспортного средства между максимальным ускорением и максимальной скоростью. Это добавляет стратегический элемент в игру, поскольку игроки с хорошим знанием трасс могут принимать лучшие решения. Представлен большой выбор машин, доступных игроку, каждая с её собственными особенностями и характеристиками, включая уровни максимальной скорости, ускорения, движения на повороте, мощности, корпусов и собственным героем за рулем. Пользователи также могут создавать свои собственные машины, собирающиеся из трех приспосабливаемых частей, которые затрагивают эффективность работы транспортного средства.
Гонка в F-Zero GX состоит из трех кругов по трассе. У каждой машины есть счетчик энергии, который служит двум целям. Во-первых, это — измерение уровня целостности машины (например, его уменьшение, когда машина врезается в другого гонщика или бок трека). Во-вторых, игроку дают способность ускоряться после первого круга. При этом скорость гонщика в течение нескольких секунд резко возрастает, но также и истощает энергию. Есть также пластины, расположенные в различных местах трека, которые дают повышение скорости, не израсходовав при этом энергии. Как и во всех играх серии F-Zero GX, бой — не ключевая роль игры, но машины можно повреждать и разрушать, используя боковые или вращательные удары.
F-Zero GX включает несколько различных режимов состязаний. В режиме Гран-при, игрок выбирает кубок и гонки против двадцати девяти противников на каждой трассе в том кубке. Игроки получают определенное количество очков для того, чтобы закончить трек в зависимости от того, на каком месте они финишировали, и победитель гонки — герой, получивший большее количество очков. Присутствуют три уровня сложности, доступные перед началом: «Новичок», «Стандартный» и «Эксперт». Уровень сложности «Мастер» можно открыть при прохождении кубков Рубина, Сапфира и Изумруда на «Эксперте». Финиш первым в кубке на уровне «Мастер» (но не на машине, собранной игроком) открывает видеоролик с пилотом этой машины. Сражение — многопользовательский режим с двумя — четырьмя игроками. Заезд на время — игрок выбирает трассу и проезжает её в самое короткое возможное время. «Призрак» гонщика можно сохранить на карту памяти. До пяти призраков можно показывать одновременно. Новый режим «История» позволяет игроку сыграть за Капитана Фэлкона, пройти множество миссий и испытаний. Режим видео-повтора позволяет смотреть сохраненные гонки под различными ракурсами и музыкой. Настройка — выбор и покупка пилотов и частей машин. Практика позволяет игроку опробовать любой трек с желаемым числом кругов и противников. Профиль пилота позволяет узнать его биографию, музыкальную тему, информацию о машине и увидеть короткий видеоролик.
Доступна система интернет-рангов — игроки вводят пароль на веб-сайте F-Zero GX и получают ранг в зависимости от их позиции в базе данных. Игроки могут получить пароль после завершения гонки, войти с помощью него в базу данных интернета и узнать время гонки и машину, которую они использовали.

### Режим кастомизации
Данный режим позволяет игроку покупать вещи или создавать эмблемы, чтобы потом разместить их на машинах. В опциях можно настроить технические характеристики машины, изменить звук, разблокировать пилотов, а также соревноваться с другими игроками в многопользовательском режиме. Все предметы можно разблокировать, приобретя так называемые «билеты», которые можно получить посредством выполнения сюжетных миссий, участием в Кубках Гран-при и достижением конкретных целей в пробном режиме. Количество полученных «билетов» может варьироваться в зависимости от выбора Гран-При, уровня сложности и позиции игрока.

### История
В режиме «История» игрок управляет пилотом Капитаном Фэлконом, проходя девять нестандартных гонок, соперничая против своих противников. Каждая глава может быть завершена на разном уровне сложности. Сопродюсер Тосихиро Нагоси заявил, что этот режим был включён, потому что команда разработчиков считала серию F-Zero уникальной, и хотела объяснить некоторые мотивации персонажей участвовать в гонках.

## Разработка
Идея о создании новой игры серии возникла в 2001 году, когда компания Sega прекратила выпускать консоли собственного производства, а Nintendo объявила о разработке аркадной платформы Triforce, созданная на архитектуре GameCube. F-Zero GX стала первой игрой, созданная в сотрудничестве Sega и Nintendo. По словам продюсера Сигэру Миямото, совместная работа была связана с привлечением новых людей в разработку, и поэтому издатель решил сотрудничать с командой во главе Тосихиро Нагоси. Такая Имамура, создатель первой F-Zero, выступил в качестве ведущего консультанта.
Основная часть игры была разработана компанией Amusement Vision, в то время Nintendo EAD консультировала создателей и решала вопросы по дизайну и программированию. Во время реализаций идей в проект, между продюсерам возникали разногласия по поводу вмешательства Nintendo в разработку; Тосихиро Нагоси называл данные события «войной», однако вскоре данный вопрос был урегулирован. Так как главной особенностью серии являлась высокая скорость транспортных средств, и чтобы показать данную особенность, ещё в начале разработки было принято расширить мир F-Zero настолько, насколько это возможно. Также по началу программисты хотели создать многопользовательский режим с использованием локальной вычислительной сети, но от таких идей пришлось отказаться.
F-Zero GX была впервые анонсирована 21 мая 2002 года на выставке E3 и была издана в следующем году. После выхода игры, лейбл Scitron Digital Content выпустил на двух компакт-диска саундтрек F-Zero GX/AX Original Soundtracks. В создании музыки принимал участие композиторы Хидэнори Сёдзи и Дайки Касё.

## F-Zero AX

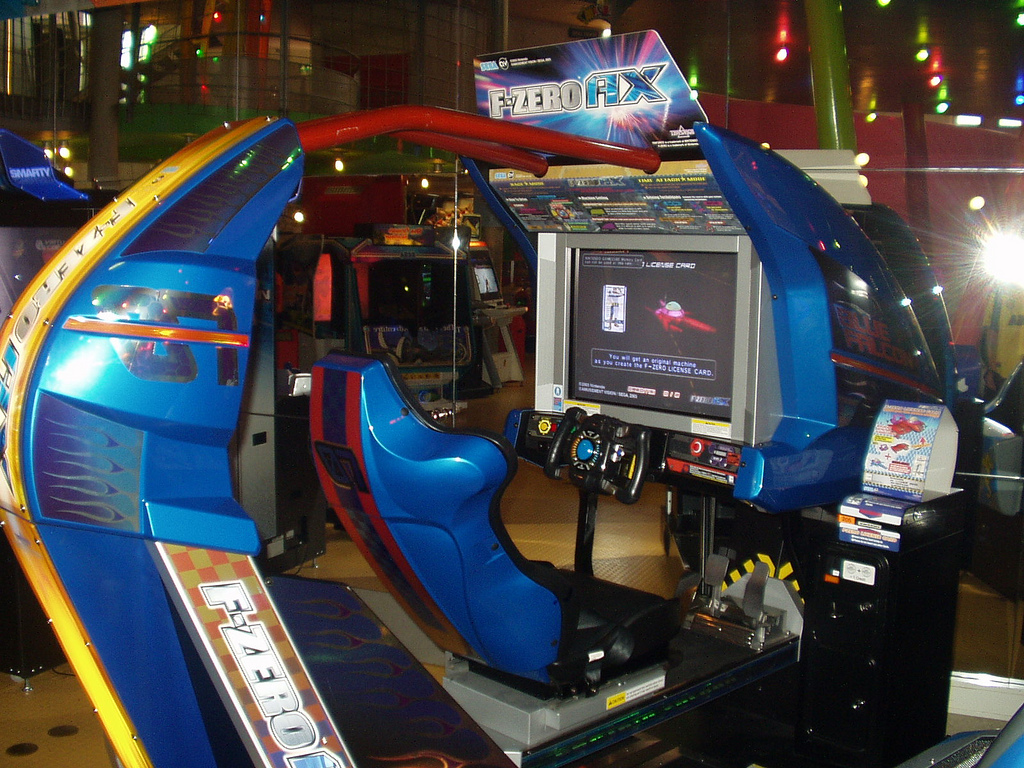
F-Zero AX. Тип корпуса «Deluxe»

По всему миру в 2003 году компания Sega выпустила на аркадные автоматы игру F-Zero AX (яп. エフゼロ エーエックス Эфу Дзэро Э: Эккусу), которая является портированной версией GX. Игра выпускалась в трёх корпусах: «Standard», «Deluxe» и «Monster Ride». Первая версия имеет кресло без всяких дополнительных функций; последние две модели выполнены в виде автомобиля, управляемого Капитаном Фэлконом.
В отличие от оригинала, AX включает всего три режима игры: гоночный, временная атака и мультиплеер. В гоночном режиме игрок соревнуется с 29 соперниками по выбранной им трассе, а многопользовательской игре можно играть втроём одновременно; в «временной атаке» нужно пройти уровень за короткое время. После прохождения любого режима на финише начисляются очки.
Кроме того, специально для этой игры выпускались особая карточка, позволяющая выходить в интернет, чтобы заносить результаты побед в онлайн-таблицу; кроме интернет-функции, открывается режим кастомизации, благодаря которому игрок может модернизировать своё транспортное средство. Похожие возможности доступны и для карты памяти консоли GameCube, имеющая совместимость с F-Zero GX.

## Оценки и мнения
| Сводный рейтинг       | Сводный рейтинг |
| Агрегатор             | Оценка          |
| --------------------- | --------------- |
| GameRankings          | 89,03 %         |
| Metacritic            | 89/100          |
| MobyRank              | 87/100          |
| Иноязычные издания    |                 |
| Издание               | Оценка          |
| AllGame               | [ 36 ]          |
| CVG                   | 9,0/10          |
| Edge                  | 8/10            |
| EGM                   | 7,83/10         |
| Eurogamer             | 9/10            |
| Game Informer         | 8,25/10         |
| GamePro               | 4,5/5           |
| GameRevolution        | B+              |
| GameSpot              | 8,6/10          |
| GameSpy               | [ 45 ]          |
| GamesRadar+           | [ 46 ]          |
| GameZone              | 9,5/10          |
| IGN                   | 9,3/10          |
| Nintendo Power        | 4,9/5           |
| Nintendo World Report | 10/10 9/10      |
| PALGN                 | 8,5/10          |
| WorthPlaying          | 9,4/10          |
| X-Play                | [ 54 ]          |

F-Zero GX получила высокие оценки от критиков, но поначалу встретила непонимание насчёт сотрудничества между Sega и Nintendo. Средняя оценка игры от сайта Metacritic составляет 89 баллов; столько же процентов проект получил и от GameRankings. Обозреватели не раз называли F-Zero GX лучшим автосимулятором на GameCube. Ещё до релиза сайт IGN на выставке E3, и в специальной статье, составленный сайтом GameSpot, игра победила в номинации «Лучшая гоночная игра для GameCube». После выхода видеоигра в Academy of Interactive Arts & Sciences номинировалась в категорию «Лучшая консольная гоночная игра 2004 года».
Положительных отзывов игра удостоилась за визуальные эффекты, совместимость консольной версии с аркадной, длительное прохождение гоночных трасс и проработанный однопользовательский режим. Отрицательных отзывов F-Zero GX получила из-за трудностей в прохождении, связанные с высокой сложностью. Обозреватель из GameTrailers заявляет, что игрокам нужно освоиться с прохождением трасс, так или иначе связанных с горками, чтобы избежать падений. Критики из GameSpot и Electronic Gaming Monthly были недовольны также высокой скоростью автомобилей игроков, по сравнению с F-Zero X, и отсутствием интернет-функций. Но тем не менее журналисты согласились, что компания Amusement Vision проделала большую, кропотливую работу над созданием игры и старалась сделать её популярной среди игроков.
Благодаря высоким оценкам игра хорошо продавалась. В Японии F-Zero GX продалась в количестве 100 тысяч копий, в Европе и Северной Америке — по 250 тысяч. В Европе проект был переиздан со статусом Player's Choice.